# Mika Salo
Mika Juhani Salo (Helsinki, Finlandia; 30 de noviembre de 1966) es un piloto de automovilismo finlandés. En Fórmula 1, logró dos podios y un décimo puesto de campeonato para la Scuderia Ferrari en 1999, además de obtener 16 resultados puntuables en 111 carreras disputadas.
Salo se destacó en gran turismos para la marca Ferrari, al obtener el campeonato de la American Le Mans Series 2007, el subcampeonato en el Campeonato FIA GT 2006, la victoria absoluta en las 12 Horas de Bathurst de 2014, y victorias de clase en las 24 Horas de Le Mans de 2008 y 2009, las 12 Horas de Sebring de 2007 y 2009, Petit Le Mans 2008 y 2009, y las 24 Horas de Spa de 2006.

## Inicios en el automovilismo
Sus inicios en el mundo del motor fueron con los karts, convirtiéndose a los doce años (1978) en el campeón de Finlandia y repetiría triunfo en 1980, 1982 y 1983. En 1987 terminó tercero en la Fórmula Ford Finlandesa. En 1988 fue campeón de la Fórmula Ford Finlandesa, Nórdica y Europea. Salo ascendió a la Fórmula 3 Británica en 1989, resultando 13.º. En 1990 concluyó subcampeón en dicho certamen frente a Mika Häkkinen, y llegó segundo en el Gran Premio de Macao de Fórmula 3 por detrás de Michael Schumacher.
Después de dichos éxitos, el próximo paso de Salo hacia la Fórmula 1 era conseguir una butaca en la Fórmula 3000 Internacional. Sin embargo, fue declarado culpable de conducir ebrio en la vía pública, lo que arruinó su imagen. El piloto optó por mudarse a Japón para competir en la Fórmula 3000 Japonesa, donde no logró ningún podio en tres años. En 1993 también participó en el Campeonato Japonés de Turismos con un Toyota Corolla Levin de 5Zigen, obteniendo un triunfo y finalizando 14º. El piloto mejoró su actuación en la Fórmula 3000 Japonesa 1994, al obtener un podio y resultar séptimo en el campeonato.

## Fórmula 1
Su debut en la Fórmula 1 fue en el Gran Premio de Japón de 1994 con el equipo Lotus, terminando décimo y superando a su compañero de equipo Alex Zanardi. En la siguiente carrera, la última de la temporada, tuvo que retirarse.
Firmó con Lotus para competir la temporada 1995, sin embargo, el equipo dejó de competir y Salo fue fichado por Tyrrell donde permaneció durante tres años. En ese tiempo se estabilizó y adaptó a la Fórmula 1 sin destacar mucho. En 1995 puntuó en tres carreras y finalizó 15.º; en 1996 puntuó de nuevo tres veces para terminar 13.º; y en 1997 puntuó en una carrera para resultar 17º. Sus mejores actuaciones fueron cinco quintos puestos en Italia y Australia en 1995, Mónaco y Brasil en 1996, y de nuevo Mónaco en 1997.
Salo pasó a Arrows para 1998, lo que le trajo su mejor resultado hasta ese momento, un cuarto puesto en una de las pruebas que más le han favorecido: el Gran Premio de Mónaco. Con diez abandonos acumulados en 16 carreras, el finlandés resultó 13.º en el campeonato.
Tras sus peripecias en dicha escudería, Salo quedó sin equipo al iniciar la temporada 1999. Dos meses más tarde, entró en BAR para sustituir al lesionado Ricardo Zonta durante tres carreras, llegando séptimo y octavo en dos de ellas. En la misma temporada, también se encargó de ocupar el sitio de Michael Schumacher en Ferrari durante la recuperación de su accidente a mitad de temporada. Ese año tuvo al alcance de la mano un primer puesto en el Gran Premio de Alemania pero se vio obligado a cedérselo a su compañero Eddie Irvine por órdenes de equipo, para ayudarlo a obtener el título. También lograría un tercer puesto en el Gran Premio de Italia, de modo que puntuó en dos de seis carreras para el equipo italiano. Los diez puntos obtenidos lo colocaron décimo en el campeonato, su mejor resultado en la Fórmula 1.
Para la temporada 2000, Salo fichó con Sauber. Obtuvo dos quintos puestos (uno de ellos en Mónaco) y dos sextos puestos, por lo cual quedó 11º en la tabla de posiciones.
En 2001, el finlandés trabajó como piloto probador para la escudería Toyota, que preparaba su monoplaza TF102. Cuando el equipo ingresó a la Fórmula 1 en 2002, Salo fue designado primer piloto con grandes expectativas de parte de la directiva japonesa. Tras un desastroso campeonato, donde el equipo solo consiguió dos sextos puestos de parte de Salo, Toyota anunció que no contaba con el finlandés para la próxima temporada.

## Gran turismos
Salo consiguió una plaza en las 12 Horas de Sebring de 2003, donde abandonó, y en las 24 Horas de Le Mans, donde llegó sexto absoluto, pilotando en ambos casos un Audi R8 LMP oficial. Más tarde, corrió las cuatro fechas finales de la CART para el equipo PK, obteniendo un tercer puesto en Miami y un quinto en México.
En 2004, el finlandés corrió las 24 Horas de Spa del Campeonato FIA GT con una Ferrari 575M Maranello de GPC junto a Philipp Peter, Fabio Babini y Vincent Vosse, donde resultó segundo absoluto. Dados sus vínculos con el grupo Fiat, disputó las cuatro fechas finales del torneo con una Maserati MC12 oficial de AF Corse junto a Andrea Bertolini, obteniendo dos triunfos y un segundo puesto. El piloto disputó una sola carrera de la American Le Mans Series 2005 con una Maserati MC12 de Risi, finalizando cuarto en la clase GT1 a dos vueltas del ganador.
Salo pasó a tener una agenda doble en 2006. Corrió junto a Jaime Melo Jr. en la American Le Mans Series con una Ferrari F430 de Risi, donde obtuvo tres victorias y un tercer puesto en la clase GT2 para quedar noveno en el campeonato de pilotos y obtener el título de equipos. Simultáneamente, disputó el Campeonato FIA GT para AF Corse junto a Rui Águas, también con una Ferrari F430. Ganó las 24 Horas de Spa, con Timo Scheider como tercer piloto, y acumuló cinco podios en diez carreras para conseguir el subcampeonato de GT2, por detrás de sus compañeros de equipo Melo Jr. y Matteo Bobbi.
El finlandés dejó de correr como titular en el Campeonato FIA GT para la temporada 2007, y centró su actividad en la American Le Mans Series. Nuevamente corriendo junto a Melo Jr., dominó el certamen al conseguir ocho triunfos en doce carreras, incluyendo las 12 Horas de Sebring. Así, la dupla consiguió el título de pilotos de GT2 y Risi el título de equipos. Asimismo, disputó las 24 Horas de Le Mans para AF Corse, aunque abandonó. Por otra parte, ganó la fecha de Silverstone del Campeonato FIA GT junto a Thomas Biagi con una Maserati MC12 de Vitaphone, y abandonó en las 24 Horas de Spa como tercer piloto de la dupla Toni Vilander / Dirk Müller de AF Corse.
Salo realizó una actividad similar en 2008. Junto a Melo Jr. en la Ferrari F430 de Risi, tuvo un pésimo comienzo de año en la American Le Mans Series. Luego logró dos victorias y cinco podios en las siete carreras finales, destacándose un triunfo en Petit Le Mans, para remontar hasta la séptima colocación en el campeonato de pilotos de GT2. A su vez, obtuvo la victoria en las 24 Horas de Le Mans para Risi con Gianmaria Bruni como tercer piloto, y llegó tercero en las 24 Horas de Spa para AF Corse, contando como cuarto piloto a Vilander y también al volante de una Ferrari F430 de la clase GT2.
A la edad de 42 años, Pierre Kaffer sustituyó a Salo en Risi como compañero de butaca de Melo Jr. para la temporada 2009. El finlandés disputó junto a ellos las tres carreras de resistencia, venciendo las tres: Sebring, Le Mans y Petit Le Mans.
En 2010, Salo disputó carreras puntuales en varios continentes. Fue suplente de Melo Jr. como compañero de butaca de Kaffer en Risi en dos fechas de la American Le Mans Series, logrando un cuarto puesto en la clase GT2. También participó en las 24 Horas de Le Mans como tercer piloto de la dupla argentina Matías Russo / Luis Pérez Companc que tripulaba una Ferrari F430, pero no pudo largar por un choque en clasificación. Luego disputó Petit Le Mans, válida para la American Le Mans Series y la Copa Intercontinental Le Mans, en una Ferrari F430 junto a Melo Jr. y Giancarlo Fisichella, donde terminó séptimo. Por otra parte, disputó tres fechas del Campeonato Mundial de GT1 con un Chevrolet Corvette de Mad-Croc; una fecha del ADAC GT Masters con un Chevrolet Corvette de Callaway, y el Gran Premio de Surfers Paradise del V8 Supercars con un Holden Commodore del equipo Brad Jones.
El finlandés volvió a disputar las 12 Horas de Sebring de 2011, ahora puntuable para American Le Mans Series y la Copa Intercontinental Le Mans, como tercer piloto de la nueva Ferrari 458 Italia de Risi.  Luego corrió las 24 Horas de Nürburgring con el prototipo P4/5 Competizione junto a Nicola Larini, Fabrizio Giovanardi y Luca Cappellari, resultando 39.º absoluto, a 23 vueltas del ganador. Luego volvió a correr en Surfers Paradise, ahora con un Ford Falcon de Ford Performance Racing como acompañante de Will Davison; llegó segundo en la primera manga y 14º en la segunda.
En 2012, Salo disputó dos fechas de la Superstars Series con una Maserati Quattroporte de Swiss Team, obteniendo un tercer puesto, un quinto y un sexto en cuatro carreras. También corrió una fecha de la Copa Volkswagen Scirocco Alemana como invitado. Más tarde disputó por tercera vez la fecha de Surfers Paradise del V8 Supercars, donde venció en la segunda manga con el Ford Falcon de Davison.

## Otras actividades
Salo se ha desempeñado como comentarista de las transmisiones de Fórmula 1 de la cadena de televisión finlandesa MTV3.
En 2005 trascendió en la prensa internacionales por someterse a un análisis médico que reveló que tenía los pulmones con altas mediciones de fibra de carbono.

## Resultados

### Fórmula 1
(Clave) (negrita indica pole position) (cursiva indica vuelta rápida)

| Año  | Escudería                 | 1       | 2       | 3       | 4       | 5       | 6       | 7       | 8       | 9       | 10      | 11      | 12      | 13      | 14      | 15      | 16      | 17     | Pos. | Puntos |
| ---- | ------------------------- | ------- | ------- | ------- | ------- | ------- | ------- | ------- | ------- | ------- | ------- | ------- | ------- | ------- | ------- | ------- | ------- | ------ | ---- | ------ |
| 1994 | Team Lotus                | BRA     | PAC     | SMR     | MON     | ESP     | CAN     | FRA     | GBR     | GER     | HUN     | BEL     | ITA     | POR     | EUR     | JPN 10  | AUS Ret |        | NC   | 0      |
| 1995 | Nokia Tyrrell Yamaha      | BRA 7   | ARG Ret | SMR Ret | ESP 10  | MON Ret | CAN 7   | FRA 15  | GBR 8   | GER Ret | HUN Ret | BEL 8   | ITA 5   | POR 13  | EUR 10  | PAC 12  | JPN 6   | AUS 5  | 15.º | 5      |
| 1996 | Tyrrell Yamaha            | AUS 6   | BRA 5   | ARG Ret | EUR DSQ | SMR Ret | MON 5   | ESP DSQ | CAN Ret | FRA 10  | GBR 7   | GER 9   | HUN Ret | BEL 7   | ITA Ret | POR 11  | JPN Ret |        | 13.º | 5      |
| 1997 | Tyrrell                   | AUS Ret | BRA 13  | ARG 8   | SMR 9   | MON 5   | ESP Ret | CAN Ret | FRA Ret | GBR Ret | GER Ret | HUN 13  | BEL 11  | ITA Ret | AUT Ret | LUX 10  | JPN Ret | EUR 12 | 17.º | 2      |
| 1998 | Danka Zepter Arrows       | AUS Ret | BRA Ret | ARG Ret | SMR 9   | ESP Ret | MON 4   | CAN Ret | FRA 13  | GBR Ret | AUT Ret | GER 14  | HUN Ret | BEL DNS | ITA Ret | LUX 14  | JPN Ret |        | 13.º | 3      |
| 1999 | British American Racing   | AUS     | BRA     | SMR 7   | MON Ret | ESP 8   | CAN     | FRA     | GBR     |         |         |         |         |         |         |         |         |        | 10.º | 10     |
| 1999 | Scuderia Ferrari Marlboro |         |         |         |         |         |         |         |         | AUT 9   | GER 2   | HUN 12  | BEL 7   | ITA 3   | EUR Ret | MYS     | JPN     |        | 10.º | 10     |
| 2000 | Red Bull Sauber Petronas  | AUS DSQ | BRA DNS | SMR 6   | GBR 8   | ESP 7   | EUR Ret | MON 5   | CAN Ret | FRA 10  | AUT 6   | GER 5   | HUN 10  | BEL 9   | ITA 7   | USA Ret | JPN 10  | MYS 8  | 11.º | 6      |
| 2002 | Panasonic Toyota Racing   | AUS 6   | MYS 12  | BRA 6   | SMR Ret | ESP 9   | AUT 8   | MON Ret | CAN Ret | EUR Ret | GBR Ret | FRA Ret | GER 9   | HUN 15  | BEL 7   | ITA 11  | USA 14  | JPN 8  | 17º  | 2      |

### Campeonato Mundial de Resistencia de la FIA
(Clave) (negrita indica pole position) (cursiva indica vuelta rápida)

| Año  | Escudería  | Clase | Automóvil        | 1   | 2   | 3   | 4   | 5   | 6   | 7   | 8   | Pos. | Puntos | Ref.  |
| ---- | ---------- | ----- | ---------------- | --- | --- | --- | --- | --- | --- | --- | --- | ---- | ------ | ----- |
| 2014 | SMP Racing | LMP2  | Oreca 03R-Nissan | SIL | SPA | LMS | COA | FUJ | SHA | BHR | SÃO | 8.º  | 50     | [ 3 ] |
| 2014 | SMP Racing | LMP2  | Oreca 03R-Nissan | 1   |     |     |     |     |     |     |     | 8.º  | 50     | [ 3 ] |